# Bistum Inongo
Das Bistum Inongo (lateinisch Dioecesis Inongoensis, französisch Diocèse d’Inongo) ist eine in der Demokratischen Republik Kongo gelegene römisch-katholische Diözese mit Sitz in Inongo.

## Geschichte
Das Bistum Inongo wurde am 29. Juni 1953 durch Papst Pius XII. aus Gebietsabtretungen des Apostolischen Vikariates Léopoldville als Apostolisches Vikariat Inongo errichtet. Am 10. November 1959 wurde das Apostolische Vikariat Inongo durch Papst Johannes XXIII. mit der Apostolischen Konstitution Cum parvulum zum Bistum erhoben.
Das Bistum Inongo ist dem Erzbistum Kinshasa als Suffraganbistum unterstellt.

## Ordinarien

### Apostolische Vikare von Inongo
- 1954–1959 Jan Van Cauwelaert CICM

### Bischöfe von Inongo
- 1959–1967 Jan Van Cauwelaert CICM
- 1967–2005 Léon Lesambo Ndamwize
- 2005–2018 Philippe Nkiere Keana CICM
- seit 2018 Donatien Bafuidinsoni SJ